# Dado Topić
Adolf "Dado" Topić, född den 4 september 1949 i Nova Gradiška, är en kroatisk sångare som representerade sitt hemland i Eurovision Song Contest 2007 tillsammans med Dragonfly i semifinalen den 10 maj i Helsingfors.